# Добринка Крстић Бељић
Добринка Крстић Бељић (Ниш, 1934 — Београд, 22. јануар 2021) била је српска сликарка. 

## Биографија
Добринка Крстић Бељић је 1953. завршила гимназију у Нишу. Дипломирала је 1959. на Академији ликовних уметности у Београду у класи професора Недељка Гвозденовића. Постдипломске студије похађала је на Факултету уметности Токијског Универзитета током боравка у Јапану од 1965. до 1969. Живела је и радила од 1974. до 1978. у Калкути, Индија, од 1984. до 1989. у Манили, Филипини и од 1995. до 1996. у Јангону, Мјанмар.

## Самосталне изложбе
- 1978 – Калкута, Индија, Музеј ликовних уметности;
- 1979 – Ниш, Народни музеј, Изложбени павиљон у Тврђави;
- 1979 – Београд, Ликовна галерија Културног центра Београда;
- 1983 – Аранђеловац, Смотра "Мермер и Звуци", Галерија "Књаз Милош";
- 1988 – Манила, Филипини, Културни центар Филипина;
- 1992 – Уметнички павиљон "Цвијета Зузорић", Београд;
- 2003 – Исијавање (боја, светлост, гест) Галерија "СКЦ" Београд.

## Групне изложбе
- 1969 – 1984 – Групне изложбе УЛУС-а;
- 1975 – Калкута, Индија, Међународна изложба жена сликара;
- 1977 – Њу Делхи, Индија, Међународна изложба жена сликара;
- 1977 – Њу Делхи, Индија, Седма интернационална изложба савремене уметности;
- 1980 – Београд, Ликовна галерија Културног центра Београда, Београд – инспирација уметника;
- 1980 – Београд, Животињски свет у делима уметника чланова УЛУС-а и сликара академика;
- 1989 – Београд, Дом Синдиката, "Петао на тргу";
- 1998 – Београд, Музеј 25. Мај, Изложба самосталних уметника УЛУС-а;
- 2003 – Београд, Јесења изложба УЛУС-а, Уметнички павиљон "Цвијета Зузорић".

## Награде
- 1983 – Аранђеловац, Плакета за ликовну уметност смотре југословенске уметности "Мермер и звуци";
- 1989 – Београд, Прва награда (откупна) "Петао на тргу", Дом Синдиката.

## Мишљења критичара
По мишљењу Срете Бошњака, слике Добринке Крстић Бељић су саздане од великих емоција, снажних доживљаја и узбудљивих ритмова, који се показују као синтеза виђеног, доживљеног и мишљеног, као јединство мотива (инспирација) и језичких структура (које подразумевају и сликарску материју и принципе једне личне поетике). Од експресионизма има жестину геста али без оне трауматичне упућености на тамне слојеве бића и његове судбине. Њен гест је у сјајном споју са светлошћу и пуноћом материје, са осећањем унутрашње слободе, понекад у непосредној функцији исказа елементарне снаге боје.
По мишљењу Миодрага Б. Протића циклус слика Добринке Крстић Бељић (Исијавање) доносе искуства нових врста експресионизма обележене бурном енергијом хтења, осећања и поступка: низом формалних антиномија, густином симболичког опсега... Осећа се изразита носталгија ка значењу изложених платна на шта указују и наслови Магма, Рефлексија, Настајање, Зрачење, Прасак, Енергија, Траг … У дијалогу са њима посматрач, енергијом њиховог звука, брзо осећа и идејне еквиваленте које исијавају.